# مارغريتا بيسانو
مارجريتا بيسانو فيشر (بالإنجليزية: Margarita Pisano Fischer) (من مواليد 28 أكتوبر 1932 - تُوفيت يوم 9 يونيو 2015) وهي مهندسة معمارية وكاتبة من تشيلي. تنتمي فيشر إلى حركة المتمردين في الخارج.

## حياتها
ولدت مارغريتا بيسانو فيشر في بونتا أريناس، شيلي في 28 أكتوبر 1932. كانت واحدة من مؤسسي «بيت المرأة» وراديو الأرض و«الحركة النسوية المستقلة». كانت فيشر واحدة من مؤسسي الحركة النسائية، وهي مجموعة معارضة للحكم العسكري في تشيلي (1973-90) لأوغوستو بينوشيه حيث كان شعارهم "الديمقراطية في البلاد ، في المنزل وفي السرير"، وهي عبارة روجت لها مارغريتا وجولييتا كيركوود.
أظهر عمل بيسانو المقترحات النظرية المرتبطة بمجال دراسات النوع الاجتماعي ولكن من منظور نسائي بعيداً عن التحليل السياسي والنشاط كما هو الحال مع فرانشيسكا جارجالو، حيث شمل أحد الانتقادات الرئيسية «للنسوية البطريركية» ومشكلات الاستقلال الذاتي واستقلال الحركة النسوية وإضفاء الطابع المؤسسي على النوع الاجتماعي الذي تدعو إليه الحركة النسوية التقليدية.
وبالمثل، كانت فيشر أحد مؤسسي المجموعة النسوية "Cómplices" التي ظهرت في عام 1993، والتي تتكون من بيسانو، إيددا غافيولا، ساندرا ليديد، زيمينا بيدريجال، روزا روخاس، فرانشيسكا جارجالو، أماليا فيشر حيث طالبوا بالاعتراف بالأشكال المختلفة للتفكير والسياسة التي كانت موجودة في الحركة النسوية. ظهروا لأول مرة في عام 1993 خلال الاجتماع النسائي السادس لأمريكا اللاتينية ومنطقة البحر الكاريبي في السلفادور. يرجع الفضل في كتابات بيسانو وبيدريجال النسوية المثلية في 1996-7 إلى التعرف على فقدان الحركة النسوية الراديكالية.
توفيت بيسانو في سانتياغو، شيلي، 9 يونيو 2015.

## من أعمالها
- السيرة السياسية لمارغريتا بيسانو (2009)، شارك في تأليفها أندريا فرانليكس ديبيكس.
- جوليا، أريدك أن تكون سعيدًا (2003).
- انتصار الرجولة (2001).
- شركاء الثقافة النسوية (المكسيك، سانتياغو - 1993)، تم تأليفه مع شيمينا بيدريغال، فرانشيسكا جارجالو، أماليا فيشر وايدا.
- الثقة بالنفس (سانتياغو- 1996).
- تغيير الرغبات (سانتياغو: ساندرا ليد، 1995).
- الروحانية: انعكاس النوع (سانتياغو، 1990).
- الخطوات الحاسمة والرغبة في التغيير (سانتياغو: لا مورادا، 1990).
- قصة من التاريخ: السيرة السياسية لمارجريتا بيسانو "(سانتياغو: الثورة التحريرية، 2009)
- جوليا، أريدك أن تكون سعيدًا (سانتياغو 2004، 2012).
- تأملات نسائية (سانتياغو: دار النساء لا مورادا، 1990).
- علامة المرأة في ثقافتنا (سانتياغو: دار النساء لا مورادا، 1990).

## وصلات خارجية
- Official website (in Spanish)